# Minsterworth
Minsterworth est un village du Gloucestershire, en Angleterre.